# Nicholas Brothers
Nicholas Brothers var en afroamerikansk dansduo bestående av bröderna Fayard Nicholas (1914-2006) och Harold Nicholas (1921-2000), Fayard var född i Mobile, Alabama, USA och Harold i Winston-Salem, North Carolina, USA. 
Med sin utvecklade, akrobatiska teknik betraktades de av många som sin tids främsta steppdansare. Den klassiska dansaren Mikhail Baryshnikov lär ha sagt: "De är nog de mest fantastiska dansare jag sett, perfekta exempel på geni."
I filmen Stormy Weather med Lena Horne (1943) gör de ett framträdande som Fred Astaire kallat: "Det bästa dansnumret någonsin".

## Biografi
- Brotherhood in Rhythm: The Jazz Dancing of the Nicholas Brothers by Constance Valis Hill, ISBN 0-19-513166-5